# Національна парламентська бібліотека Японії
Національна парламентська бібліотека Японії (яп. 国立国会図書館, こくりつこっかいとしょかん,  кокуріцу коккай тосьокан) — центральна державна бібліотека Японії. Розташована в кварталі Наґата району Тійода метрополії Токіо. Заснована 1948 року згідно з законом Японії про Національну парламентську бібліотеку на базі Імперської бібліотеки Японії в Уено. Призначена для використання депутатами японського Парламенту, а також громадянами Японії й інших країн. Єдина японська бібліотека, яка згідно з законом зберігає усі японські друковані видання, аудіо та відеозаписи, опубліковані після Другої світової війни.

## Історія
Перші проєкти заснування Національної бібліотеки Японії з'явилися в період Мейдзі. Проте їх реалізація відкладалася через наявність Імперської бібліотеки в Уено, яка частково виконувала функції державної бібліотеки, та існування окремих бібліотечних колекцій двох палат японського парламенту. Після поразки Японії у Другій світовій війні до окупованої Японії прибула комісія від Бібліотеки Конгресу США та Асоціації бібліотек США, які зайнялися створенням парламентської бібліотеки за американським зразком. Передбачалося, що нова Національна парламентська бібліотека Японії стане бібліотекою для не лише японських депутатів, а й простих громадян. Вона мусила збирати, опрацьовувати й зберігати усі наявні в Японії книги і періодичні видання, а її директор прирівнювався за статусом до державного міністра.

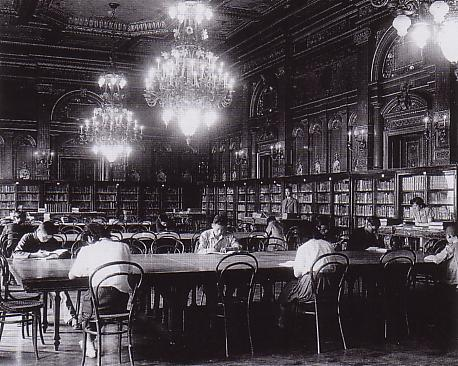
НПБ Японії в палаці Акасака.

На базі положень, випрацюваних американською комісією, 9 лютого 1948 року був прийнятий закон про Національну парламентську бібліотека Японії. Вона відкрилася 5 червня того ж року. Першим директором бібліотеки став юрист Канаморі Токудзіро, а віце-директором — філософ Накаї Масакадзу. 1961 року, після смерті Канаморі, на посаду директорів стали призначатися генеральні секретарі Палат представників і радників Парламенту Японії.
До 1961 року бібліотека перебувала на території палацу Акасака, а згодом була перенесена до центрального корпусу Національної парламентської бібліотеки поруч з Парламентом Японії. 1986 року вона отримала новий корпус, з 8 підземельними і 4 наземними поверхами, сховище якого розраховано на 7,5 млн книг. В жовтні 2002 року, у зв'язку з постійним зростанням фондів, парламентська бібліотека відкрила в науковому місті Кансай Кансайський відділ, в якому розміщена база даних електронної бібліотеки. В приміщенні колишньої Імперської бібліотеки з 2000 року знаходиться інший відділ — перша в Японії міжнародна дитяча бібліотека

## Діяльність

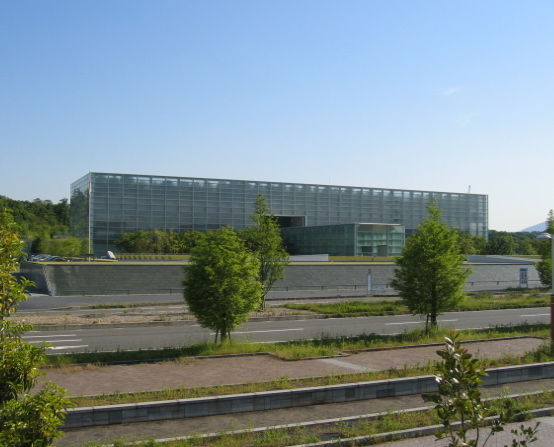
Кансайський відділ НПБ Японії.

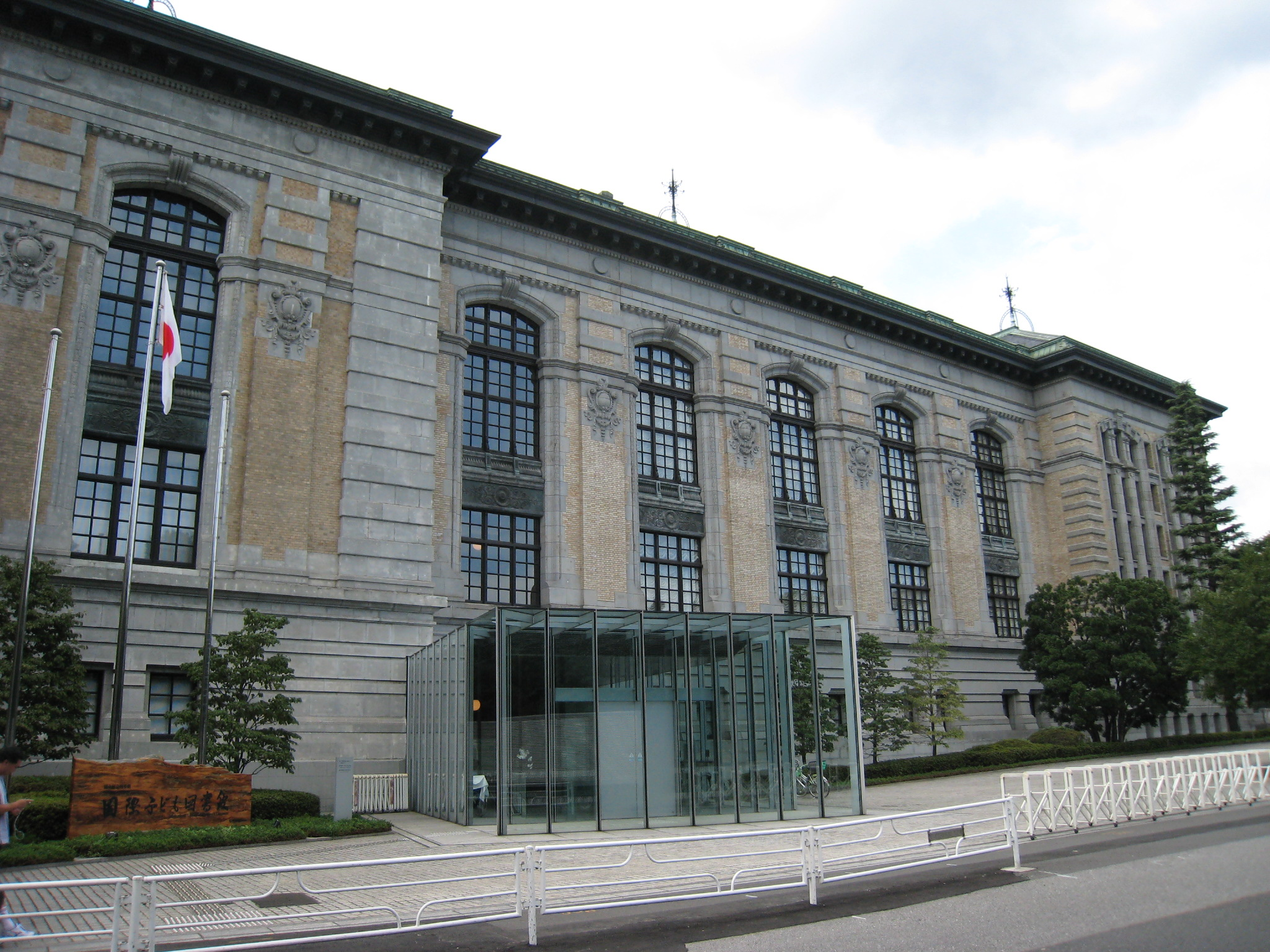
Міжнародна дитяча бібліотека НПБ Японії (Колишня Імперська бібліотека).

Згідно з японським законодавством японські видавці зобов'язані надсилати до Національної парламентської бібліотеки усю продукцію, яку вони публікують. Ця умова дозволяє їй постійно мати найкращі фонди з японістики у світі. Державні видавництва мусять надавати 30 примірників свого друкованого продукту, а не-державні — один, за який бібліотека сплачує 50% ринкової ціни. Усі книги і періодика упорядковується бібліографічному збірнику «Японська бібліографія», який видається щорічно колективом бібліотеки. Остання також здійснює обмін державними виданнями з центральними бібліотеками США та Великої Британії. Для упорядкування бібліографії використовуються магнітні плівки, а з 1971 року — комп'ютерні технології. Пошук в фондах бібліотеки здійснюється за допомогою швидкісної системи JAPAN/MARC.
Національна парламентська бібліотека Японії складається з 1 центрального і 27 дочірніх спеціалізованих відділів, що включають у себе рідкісні Бібліотеку Тойо та Міжнародну дитячу бібліотеки . Центральний відділ має у своєму складі Службу перевірки законопроєктів, у якій працюють спеціалісти в галузях юриспруденції, політики й економіки, та служби збору, опрацювання, обслуговування друкованих видань. Бібліотека відкрита для широкого кола громадян, розрахована на 1100 сидячих місць, надає бібліографічні консультації, а також здійснює обмін матеріалами з громадськими, міськими, університетськими бібліотеками Японії. Вона є членом Міжнародної федерації бібліотечних асоціацій та установ і бере участь у міжнародних дослідженнях з бібліотечної справи.
Станом на 2001 рік фонди бібліотеки нараховували 489 тисяч книг, 420 тисяч карт, 470 тисяч відео та аудіозаписів, 167 тисяч періодичних видань. Станом на 2007 рік в фондах зберігається 22 869 278 документів. В бібліотеці працює 862 особи. За 1999 рік її відвідало 397 тисяч чоловік.
Станом на лютий 2010 року бібліотек працює за наступним розкладом:
- Центральний відділ (Токіо): 9:30 — 19:00 (в суботу до 17:00)
- Кансайський відділ (Сейка, Кіото): 10:00 — 18:00

Вихідні дні: неділя, національні свята, третя середа кожного місяця, кінець і початок нового року.
- Дитяча бібліотека (Токіо): 9:30 — 17:00

Вихідні дні: понеділок, національні свята (за винятком Дня дітей), третя середа кожного місяця, кінець і початок нового року.